# Lijst van afleveringen van Bones

Logo

Dit is een lijst met afleveringen van de Amerikaanse televisieserie Bones uit seizoen één tot en met twaalf.

## Seizoenoverzicht
| Seizoen | Aantal afleveringen | Uitgezonden                       | Verschijningsdatum dvd | Verschijningsdatum dvd | Verschijningsdatum dvd |
| Seizoen | Aantal afleveringen | Uitgezonden                       | Regio 1                | Regio 2                | Regio 4                |
| ------- | ------------------- | --------------------------------- | ---------------------- | ---------------------- | ---------------------- |
| 1       | 22                  | 13 september 2005 – 17 mei 2006   | 28 november 2006       | 30 oktober 2006        | 11 januari 2007        |
| 2       | 21                  | 30 augustus 2006 – 16 mei 2007    | 11 september 2007      | 15 oktober 2007        | 3 december 2008        |
| 3       | 15                  | 25 september 2007 – 19 mei 2008   | 18 november 2008       | 17 november 2008       | 4 maart 2009           |
| 4       | 26                  | 3 september 2008 – 14 mei 2009    | 6 oktober 2009         | 26 oktober 2009        | 27 oktober 2009        |
| 5       | 22                  | 17 september 2009 – 20 mei 2010   | 5 oktober 2010         | 18 oktober 2010        | 27 oktober 2010        |
| 6       | 23                  | 23 september 2010 – 19 mei 2011   | 11 oktober 2011        | 17 oktober 2011        | 9 november 2011        |
| 7       | 13                  | 3 november 2011 - 14 mei 2012     | 9 oktober 2012         | 1 oktober 2012         | 7 november 2012        |
| 8       | 24                  | 17 september 2012 - 29 april 2013 | 8 oktober 2013         | 30 september 2013      | n.n.b.                 |
| 9       | 24                  | 16 september 2013 - 19 mei 2014   | n.n.b.                 | n.n.b.                 | n.n.b.                 |
| 10      | 22                  | 25 september 2014 - 11 juni 2015  | n.n.b.                 | n.n.b.                 | n.n.b.                 |
| 11      | 22                  | 01 oktober 2015 - 21 juli 2016    | n.n.b.                 | n.n.b.                 | n.n.b.                 |
| 12      | 12                  | 03 januari 2017 - 21 maart 2017   | n.n.b.                 | n.n.b.                 | n.n.b.                 |

## Seizoen 1: 2005–2006
| Seizoen nr. | Serie | Titel van aflevering           | Uitzenddatum VS   | Uitzenddatum NL |
| ----------- | ----- | ------------------------------ | ----------------- | --------------- |
| 1           | 1     | Pilot                          | 13 september 2005 | 2006            |
| 2           | 2     | The Man in the S.U.V.          | 20 september 2005 | 2006            |
| 3           | 3     | A Boy in the Tree              | 27 september 2005 | 2006            |
| 4           | 4     | The Man in the Bear            | 1 november 2005   | 2006            |
| 5           | 5     | A Boy in a Bush                | 8 november 2005   | 2006            |
| 6           | 6     | The Man in the Wall            | 15 november 2005  | 2006            |
| 7           | 7     | A Man on Death Row             | 22 november 2005  | 2006            |
| 8           | 8     | The Girl in the Fridge         | 29 november 2005  | 2006            |
| 9           | 9     | The Man in the Fallout Shelter | 13 december 2005  | 2006            |
| 10          | 10    | The Woman at the Airport       | 25 januari 2006   | 2006            |
| 11          | 11    | The Woman in the car           | 1 februari 2006   | 2006            |
| 12          | 12    | The Superhero in the Alley     | 8 februari 2006   | 2006            |
| 13          | 13    | The Woman in the Garden        | 15 februari 2006  | 2006            |
| 14          | 14    | The Man on the Fairway         | 8 maart 2006      | 2006            |
| 15          | 15    | Two bodies in the Lab          | 15 maart 2006     | 2006            |
| 16          | 16    | The Woman in the Tunnel        | 22 maart 2006     | 2006            |
| 17          | 17    | The Skull in the Desert        | 29 maart 2006     | 2006            |
| 18          | 18    | The Man with the Bone          | 5 april 2006      | 2006            |
| 19          | 19    | The Man in the Morgue          | 19 april 2006     | 2006            |
| 20          | 20    | The Graft in the Girl          | 26 april 2006     | 2006            |
| 21          | 21    | The Soldier on the Grave       | 10 mei 2006       | 2006            |
| 22          | 22    | The Woman in Limbo             | 17 mei 2006       | 2006            |

## Seizoen 2: 2006–2007
| Seizoen nr. | Serie | Titel van aflevering                     | Uitzenddatum VS   | Uitzenddatum NL |
| ----------- | ----- | ---------------------------------------- | ----------------- | --------------- |
| 1           | 23    | The Titan on the Tracks                  | 30 augustus 2006  | 2007            |
| 2           | 24    | Mother and Child in the Bay              | 6 september 2006  | 2007            |
| 3           | 25    | The Boy in the Shroud                    | 13 september 2006 | 2007            |
| 4           | 26    | The Blonde in the Game                   | 20 september 2006 | 2007            |
| 5           | 27    | The Truth in the Lye                     | 27 september 2006 | 2007            |
| 6           | 28    | The Girl in Suite 2103                   | 4 oktober 2006    | 2007            |
| 7           | 29    | The Girl with the Curl                   | 1 november 2006   | 2007            |
| 8           | 30    | The Woman in the Sand                    | 8 november 2006   | 2007            |
| 9           | 31    | Aliens in a Spaceship                    | 15 november 2006  | 2007            |
| 10          | 32    | The Headless Witch in the Woods          | 29 november 2006  | 2007            |
| 11          | 33    | Judas on a Pole                          | 13 december 2006  | 2007            |
| 12          | 34    | The Man in the Cell                      | 31 januari 2007   | 2007            |
| 13          | 35    | The Girl in the Gator                    | 7 februari 2007   | 2007            |
| 14          | 36    | The Man in the Mansion                   | 14 februari 2007  | 2007            |
| 15          | 37    | Bodies in the Book                       | 14 maart 2007     | 2007            |
| 16          | 38    | The Boneless Bride in the River          | 21 maart 2007     | 2007            |
| 17          | 39    | The Priest in the Churchyard             | 28 maart 2007     | 2007            |
| 18          | 40    | The Killer in the Concrete               | 4 april 2007      | 2007            |
| 19          | 41    | Spaceman in a Crater                     | 2 mei 2007        | 2007            |
| 20          | 42    | The Glowing Bones in the Old Stone House | 9 mei 2007        | 2007            |
| 21          | 43    | Stargazer in a Puddle                    | 16 mei 2007       | 2007            |

## Seizoen 3: 2007–2008
| Seizoen nr. | Serie | Titel van aflevering              | Uitzenddatum VS   | Uitzenddatum NL |
| ----------- | ----- | --------------------------------- | ----------------- | --------------- |
| 1           | 44    | The Widow's Son in the Windshield | 25 september 2007 | 2008            |
| 2           | 45    | Soccer Mom in the Mini-Van        | 2 oktober 2007    | 2008            |
| 3           | 46    | Death in the Saddle               | 9 oktober 2007    | 2008            |
| 4           | 47    | The Secret in the Soil            | 23 oktober 2007   | 2008            |
| 5           | 48    | Mummy in the Maze                 | 30 oktober 2007   | 2008            |
| 6           | 49    | Intern in the Incinerator         | 6 november 2007   | 2008            |
| 7           | 50    | Boy in the Time Capsule           | 13 november 2007  | 2008            |
| 8           | 51    | The Knight on the Grid            | 20 november 2007  | 2008            |
| 9           | 52    | The Santa in the Slush            | 27 november 2007  | 2008            |
| 10          | 53    | The Man in the Mud                | 14 april 2008     | 2008            |
| 11          | 54    | Player Under Pressure             | 21 april 2008     | 2008            |
| 12          | 55    | The Baby in the Bough             | 28 april 2008     | 2008            |
| 13          | 56    | The Verdict in the Story          | 5 mei 2008        | 2008            |
| 14          | 57    | The Wannabe in the Weeds          | 12 mei 2008       | 2008            |
| 15          | 58    | The Pain in the Heart             | 19 mei 2008       | 2008            |

## Seizoen 4: 2008–2009
| Seizoen nr. | Serie   | Titel van aflevering                    | Uitzenddatum VS   | Uitzenddatum NL  |
| ----------- | ------- | --------------------------------------- | ----------------- | ---------------- |
| 1 - 2       | 59 - 60 | Yanks in the U.K.                       | 3 september 2008  | 16 februari 2009 |
| 3           | 61      | Man on the Outhouse                     | 10 september 2008 | 23 februari 2009 |
| 4           | 62      | The Finger in the Nest                  | 17 september 2008 | 2 maart 2009     |
| 5           | 63      | The Perfect Pieces in the Purple Pond   | 24 september 2008 | 9 maart 2009     |
| 6           | 64      | The Crank in the Shaft                  | 1 oktober 2008    | 16 maart 2009    |
| 7           | 65      | The He in the She                       | 8 oktober 2008    | 23 maart 2009    |
| 8           | 66      | The Skull in the Sculpture              | 5 november 2008   | 30 maart 2009    |
| 9           | 67      | The Con Man in the Meth Lab             | 12 november 2008  | 6 april 2009     |
| 10          | 68      | The Passenger in the Oven               | 19 november 2008  | 13 april 2009    |
| 11          | 69      | The Bone That Blew                      | 26 november 2008  | 20 april 2009    |
| 12          | 70      | Double Trouble in the Panhandle         | 22 januari 2009   | 27 april 2009    |
| 13          | 71      | Fire in the Ice                         | 29 januari 2009   | 4 mei 2009       |
| 14          | 72      | The Hero in the Hold                    | 5 februari 2009   | 11 mei 2009      |
| 15          | 73      | The Princess and the Pear               | 19 februari 2009  | 18 mei 2009      |
| 16          | 74      | The Bones That Foam                     | 12 maart 2009     | 25 mei 2009      |
| 17          | 75      | The Salt in the Wounds                  | 19 maart 2009     | 1 juni 2009      |
| 18          | 76      | The Doctor in the Den                   | 2 april 2009      | 8 juni 2009      |
| 19          | 77      | The Science in the Physicist            | 9 april 2009      | 15 juni 2009     |
| 20          | 78      | The Cinderella in the Cardboard         | 15 april 2009     | 22 juni 2009     |
| 21          | 79      | Mayhem on a Cross                       | 16 april 2009     | 29 juni 2009     |
| 22          | 80      | The Double Death of the Dearly Departed | 20 april 2009     | 6 juli 2009      |
| 23          | 81      | The Girl in the Mask                    | 23 april 2009     | 13 juli 2009     |
| 24          | 82      | The Beaver in the Otter                 | 30 april 2009     | 20 juli 2009     |
| 25          | 83      | The Critic in the Cabernet              | 7 mei 2009        | 27 juli 2009     |
| 26          | 84      | The End in the Beginning                | 14 mei 2009       | 3 augustus 2009  |

## Seizoen 5: 2009–2010
| Seizoen nr. | Serie | Titel van aflevering                  | Uitzenddatum VS   | Uitzenddatum NL  | Uitzenddatum VL   |
| ----------- | ----- | ------------------------------------- | ----------------- | ---------------- | ----------------- |
| 1           | 85    | Harbingers in the Fountain            | 17 september 2009 | 25 januari 2010  | 25 maart 2010     |
| 2           | 86    | The Bond in the Boot                  | 24 september 2009 | 1 februari 2010  | 25 maart 2010     |
| 3           | 87    | The Plain in the Prodigy              | 1 oktober 2009    | 8 februari 2010  | 1 april 2010      |
| 4           | 88    | The Beautiful Day in the Neighborhood | 8 oktober 2009    | 15 februari 2010 | 1 april 2010      |
| 5           | 89    | A Night at the Bones Museum           | 15 oktober 2009   | 22 februari 2010 | 8 april 2010      |
| 6           | 90    | The Tough Man in the Tender Chicken   | 5 november 2009   | 8 maart 2010     | 8 april 2010      |
| 7           | 91    | The Dwarf in the Dirt                 | 12 november 2009  | 15 maart 2010    | 15 april 2010     |
| 8           | 92    | The Foot in the Foreclosure           | 19 november 2009  | 22 maart 2010    | 15 april 2010     |
| 9           | 93    | The Gamer in the Grease               | 3 december 2009   | 29 maart 2010    | 22 april 2010     |
| 10          | 94    | The Goop on the Girl                  | 10 december 2009  | 5 april 2010     | 22 april 2010     |
| 11          | 95    | The X in the File                     | 14 januari 2010   | 12 april 2010    | 29 april 2010     |
| 12          | 96    | The Proof in the Pudding              | 21 januari 2010   | 19 april 2010    | 29 april 2010     |
| 13          | 97    | The Dentist in the Ditch              | 28 januari 2010   | 26 april 2010    | 6 mei 2010        |
| 14          | 98    | The Devil in the Details              | 4 februari 2010   | 3 mei 2010       | 6 mei 2010        |
| 15          | 99    | The Bones on a Blue Line              | 1 april 2010      | 10 mei 2010      | 13 mei 2010       |
| 16          | 100   | The Parts in the Sum of the Whole     | 8 april 2010      | 17 mei 2010      | 13 mei 2010       |
| 17          | 101   | The Death of the Queen Bee            | 15 april 2010     | 24 mei 2010      | 20 mei 2010       |
| 18          | 102   | The Predator in the Pool              | 22 april 2010     | 31 mei 2010      | 20 mei 2010       |
| 19          | 103   | The Rocker in the Rinse Cycle         | 29 april 2010     | 7 juni 2010      | 6 september 2010  |
| 20          | 104   | The Witch in the Wardrobe             | 6 mei 2010        | 14 juni 2010     | 13 september 2010 |
| 21          | 105   | The Boy with the Answer               | 13 mei 2010       | 18 oktober 2010  | 20 september 2010 |
| 22          | 106   | The Beginning in the End              | 20 mei 2010       | 25 oktober 2010  | 27 september 2010 |

## Seizoen 6: 2010–2011
| Seizoen nr. | Serie | Titel van aflevering                  | Uitzenddatum VS   | Uitzenddatum NL  | Uitzenddatum VL   |
| ----------- | ----- | ------------------------------------- | ----------------- | ---------------- | ----------------- |
| 1           | 107   | The Mastodon in the Room              | 23 september 2010 | 1 november 2010  | 10 januari 2011   |
| 2           | 108   | The Couple in the Cave                | 30 september 2010 | 8 november 2010  | 10 januari 2011   |
| 3           | 109   | The Maggots in the Meathead           | 7 oktober 2010    | 15 november 2010 | 17 januari 2011   |
| 4           | 110   | The Body and the Bounty               | 14 oktober 2010   | 22 november 2010 | 17 januari 2011   |
| 5           | 111   | The Bones that Weren't                | 4 november 2010   | 29 november 2010 | 24 januari 2011   |
| 6           | 112   | The Shallow in the Deep               | 11 november 2010  | 6 december 2010  | 24 januari 2011   |
| 7           | 113   | The Babe in the Bar                   | 18 november 2010  | 13 december 2010 | 31 januari 2011   |
| 8           | 114   | The Twisted Bones in the Melted Truck | 2 december 2010   |                  | 31 januari 2011   |
| 9           | 115   | The Doctor in the Photo               | 9 december 2010   |                  | 7 februari 2011   |
| 10          | 116   | The Body in the Bag                   | 20 januari 2011   | 28 februari 2011 | 14 februari 2011  |
| 11          | 117   | The Bullet in the Brain               | 27 januari 2011   | 7 maart 2011     | 21 februari 2011  |
| 12          | 118   | The Sin in the Sisterhood             | 3 februari 2011   | 14 maart 2011    | 28 februari 2011  |
| 13          | 119   | The Daredevil in the Mold             | 10 februari 2011  | 21 maart 2011    | 7 maart 2011      |
| 14          | 120   | The Bikini in the Soup                | 17 februari 2011  | 28 maart 2011    | 14 maart 2011     |
| 15          | 121   | The Killer in the Crosshairs          | 10 maart 2011     | 4 april 2011     | 21 maart 2011     |
| 16          | 122   | The Blackout in the Blizzard          | 17 maart 2011     | 11 april 2011    | 28 maart 2011     |
| 17          | 123   | The Feet on the Beach                 | 7 april 2011      | 18 april 2011    | 5 september 2011  |
| 18          | 124   | The Truth in the Myth                 | 14 april 2011     | 25 april 2011    | 12 september 2011 |
| 19          | 125   | The Finder                            | 21 april 2011     | 2 mei 2011       | 19 september 2011 |
| 20          | 126   | The Pinocchio in the Planter          | 28 april 2011     | 9 mei 2011       | 26 september 2011 |
| 21          | 127   | The Signs in the Silence              | 5 Mei 2011        | 16 mei 2011      | 3 oktober 2011    |
| 22          | 128   | The Hole in the Heart                 | 12 Mei 2011       | 23 mei 2011      | 10 oktober 2011   |
| 23          | 129   | The Change in the Game                | 19 Mei 2011       | 30 mei 2011      | 17 oktober 2011   |

## Seizoen 7: 2011–2012
| Seizoen nr. | Serie | Titel van aflevering              | Uitzenddatum VS  | Uitzenddatum NL |
| ----------- | ----- | --------------------------------- | ---------------- | --------------- |
| 1           | 130   | The Memories in the Shallow Grave | 3 november 2011  | 2012            |
| 2           | 131   | The Hot Dog in the Competition    | 10 november 2011 | 2012            |
| 3           | 132   | The Prince in the Plastic         | 17 november 2011 | 2012            |
| 4           | 133   | The Male in the Mail              | 1 december 2011  | 2012            |
| 5           | 134   | The Twist in the Twister          | 8 december 2011  | 2012            |
| 6           | 135   | The Crack in the Code             | 12 januari 2012  | 2012            |
| 7           | 136   | The Prisoner in the Pipe          | 2 april 2012     | 2012            |
| 8           | 137   | The Bump in the Road              | 9 april 2012     | 2012            |
| 9           | 138   | The Don't in the Do               | 16 april 2012    | 2012            |
| 10          | 139   | The Warrior in the Wuss           | 23 april 2012    | 2012            |
| 11          | 140   | The Family in the Feud            | 30 april 2012    | 2012            |
| 12          | 141   | The Suit on the Set               | 7 mei 2012       | 2012            |
| 13          | 142   | The Past in the Present           | 14 mei 2012      | 2012            |

## Seizoen 8: 2012–2013
| Seizoen nr. | Serie | Titel van aflevering            | Uitzenddatum VS   | Uitzenddatum NL |
| ----------- | ----- | ------------------------------- | ----------------- | --------------- |
| 1           | 143   | The Future in the Past          | 17 september 2012 | 2013            |
| 2           | 144   | The Partners in the Divorce     | 24 september 2012 | 2013            |
| 3           | 145   | The Gunk in the Garage          | 1 oktober 2012    | 2013            |
| 4           | 146   | The Tiger in the Tale           | 8 oktober 2012    | 2013            |
| 5           | 147   | The Method in the Madness       | 5 november 2012   | 2013            |
| 6           | 148   | The Patriot in Purgatory        | 12 november 2012  | 2013            |
| 7           | 149   | The Bod in the Pod              | 19 november 2012  | 2013            |
| 8           | 150   | The But in the Joke             | 26 november 2012  | 2013            |
| 9           | 151   | The Ghost in the Machine        | 3 december 2012   | 2013            |
| 10          | 152   | The Diamond in the Rough        | 14 januari 2013   | 2013            |
| 11          | 153   | The Archaeologist in the Cocoon | 14 januari 2013   | 2013            |
| 12          | 154   | The Corpse on the Canopy        | 21 januari 2013   | 2013            |
| 13          | 155   | The Twist in the Plot           | 28 januari 2013   | 2013            |
| 14          | 156   | The Doll in the Derby           | 4 februari 2013   | 2013            |
| 15          | 157   | The Shot in the Dark            | 11 februari 2013  | 2013            |
| 16          | 158   | The Friend in Need              | 18 februari 2013  | 2013            |
| 17          | 159   | The Fact in the Fiction         | 25 februari 2013  | 2013            |
| 18          | 160   | The Survivor in the Soap        | 4 maart 2013      | 2013            |
| 19          | 161   | The Doom in the Gloom           | 18 maart 2013     | 2013            |
| 20          | 162   | The Blood from the Stones       | 25 maart 2013     | 2013            |
| 21          | 163   | The Maiden in the Mushrooms     | 1 april 2013      | 2013            |
| 22          | 164   | The Party in the Pants          | 15 april 2013     | 2013            |
| 23          | 165   | The Pathos in the Pathogens     | 22 april 2013     | 2013            |
| 24          | 166   | The Secret in the Siege         | 29 april 2013     | 2013            |

## Seizoen 9: 2013–2014
| Seizoen nr. | Serie | Titel van aflevering            | Uitzenddatum VS   | Uitzenddatum NL |
| ----------- | ----- | ------------------------------- | ----------------- | --------------- |
| 1           | 167   | The Secrets in the Proposal     | 16 september 2013 | 2014            |
| 2           | 168   | The Cheat in the Retreat        | 23 september 2013 | 2014            |
| 3           | 169   | El Carnicero en el Coche        | 30 september 2013 | 2014            |
| 4           | 170   | The Sense in the Sacrifice      | 7 oktober 2013    | 2014            |
| 5           | 171   | The Lady on the List            | 14 oktober 2013   | 2014            |
| 6           | 172   | The Woman in White              | 21 oktober 2013   | 2014            |
| 7           | 173   | The Nazi on the Honeymoon       | 4 november 2013   | 2014            |
| 8           | 174   | The Dude in the Dam             | 11 november 2013  | 2014            |
| 9           | 175   | The Fury in the Jury            | 15 november 2013  | 2014            |
| 10          | 176   | The Mystery in the Meat         | 22 november 2013  | 2014            |
| 11          | 177   | The Spark in the Park           | 6 december 2013   | 2014            |
| 12          | 178   | The Ghost in the Killer         | 10 januari 2014   | 2014            |
| 13          | 179   | Big in the Philippines          | 17 januari 2014   | 2014            |
| 14          | 180   | The Master in the Slop          | 24 januari 2014   | 2014            |
| 15          | 181   | The Heiress in the Hill         | 31 januari 2014   | 2014            |
| 16          | 182   | The Source in the Sludge        | 10 maart 2014     | 2014            |
| 17          | 183   | The Repo Man in the Septic Tank | 17 maart 2014     | 2014            |
| 18          | 184   | The Carrot in the Kudzu         | 24 maart 2014     | 2014            |
| 19          | 185   | The Turn in the Urn             | 31 maart 2014     | 2014            |
| 20          | 186   | The High in the Low             | 7 april 2014      | 2014            |
| 21          | 187   | he Cold in the Case             | 14 april 2014     | 2014            |
| 22          | 188   | The Nail in the Coffin          | 21 april 2014     | 2014            |
| 23          | 189   | The Drama in the Queen          | 12 mei 2014       | 2014            |
| 24          | 190   | The Recluse in the Recliner     | 19 mei 2014       | 2014            |

## Seizoen 10: 2014–2015
| Seizoen nr. | Serie | Titel van aflevering                     | Uitzenddatum VS   | Uitzenddatum NL |
| ----------- | ----- | ---------------------------------------- | ----------------- | --------------- |
| 1           | 191   | The Conspiracy in the Corpse             | 25 september 2014 | 2015            |
| 2           | 192   | The Lance to the Heart                   | 2 oktober 2014    | 2015            |
| 3           | 193   | The Purging of the Pundit                | 9 oktober 2014    | 2015            |
| 4           | 194   | The Geek in the Guck                     | 16 oktober 2014   | 2015            |
| 5           | 195   | The Corpse at the Convention             | 30 oktober 2014   | 2015            |
| 6           | 196   | The Lost Love in the Foreign Land        | 6 november 2014   | 2015            |
| 7           | 197   | The Money Maker on the Merry-Go-Round    | 13 november 2014  | 2015            |
| 8           | 198   | The Puzzler in the Pit                   | 20 november 2014  | 2015            |
| 9           | 199   | The Mutilation of the Master Manipulator | 4 december 2014   | 2015            |
| 10          | 200   | The 200th in the 10th                    | 11 december 2014  | 2015            |
| 11          | 201   | The Psychic in the Soup                  | 26 maart 2015     | 2015            |
| 12          | 202   | The Teacher in the Books                 | 2 april 2015      | 2015            |
| 13          | 203   | The Baker in the Bits                    | 9 april 2015      | 2015            |
| 14          | 204   | The Putter in the Rough                  | 16 april 2015     | 2015            |
| 15          | 205   | The Eye in the Sky                       | 23 april 2015     | 2015            |
| 16          | 206   | The Big Beef at the Royal Diner          | 30 april 2015     | 2015            |
| 17          | 207   | The Lost in the Found                    | 7 mei 2015        | 2015            |
| 18          | 208   | The Verdict in the Victims               | 7 mei 2015        | 2015            |
| 19          | 209   | The Murder in the Middle East            | 14 mei 2015       | 2015            |
| 20          | 210   | The Woman in the Whirlpool               | 28 mei 2015       | 2015            |
| 21          | 211   | The Life in the Light                    | 4 juni 2015       | 2015            |
| 22          | 212   | The Next in the Last                     | 11 juni 2015      | 2015            |

## Seizoen 11: 2015–2016
| Seizoen nr. | Serie | Titel van aflevering                | Uitzenddatum VS  | Uitzenddatum NL |
| ----------- | ----- | ----------------------------------- | ---------------- | --------------- |
| 1           | 213   | The Loyalty in the Lie              | 1 oktober 2015   | 2016            |
| 2           | 214   | The Brother in the Basement         | 8 oktober 2015   | 2016            |
| 3           | 215   | The Donor in the Drink              | 15 oktober 2015  | 2016            |
| 4           | 216   | The Carpals in the Coy-Wolves       | 22 oktober 2015  | 2016            |
| 5           | 217   | The Resurrection in the Remains     | 29 oktober 2015  | 2016            |
| 6           | 218   | The Senator in the Street Sweeper   | 5 november 2015  | 2016            |
| 7           | 219   | The Promise in the Palace           | 12 november 2015 | 2016            |
| 8           | 220   | High Treason in the Holiday Season  | 19 november 2015 | 2016            |
| 9           | 221   | The Cowboy in the Contest           | 10 december 2015 | 2016            |
| 10          | 222   | The Doom in the Boom                | 10 december 2015 | 2016            |
| 11          | 223   | The Death in the Defense            | 14 april 2016    | 2016            |
| 12          | 224   | The Murder of the Meninist          | 21 april 2016    | 2016            |
| 13          | 225   | The Monster in the Closet           | 28 april 2016    | 2016            |
| 14          | 226   | The Last Shot at a Second Chance    | 5 mei 2016       | 2016            |
| 15          | 227   | The Fight in the Fixer              | 12 mei 2016      | 2016            |
| 16          | 228   | The Strike in the Chord             | 19 mei 2016      | 2016            |
| 17          | 229   | The Secret in the Service           | 26 mei 2016      | 2016            |
| 18          | 230   | The Movie in the Making             | 2 juni 2016      | 2016            |
| 19          | 231   | The Head in the Abutment            | 16 juni 2016     | 2016            |
| 20          | 232   | The Stiff in the Cliff              | 23 juni 2016     | 2016            |
| 21          | 233   | The Jewel in the Crown              | 14 juli 2016     | 2016            |
| 22          | 234   | TThe Nightmare within the Nightmare | 21 juli 2016     | 2016            |

## Seizoen 12: 2016–2017
| Seizoen nr. | Serie | Titel van aflevering                  | Uitzenddatum VS  | Uitzenddatum NL |
| ----------- | ----- | ------------------------------------- | ---------------- | --------------- |
| 1           | 235   | The Hope in the Horror                | 3 januari 2017   | 2017            |
| 2           | 236   | The Brain in the Bot                  | 10 januari 2017  | 2017            |
| 3           | 237   | The New Tricks in the Old Dogs        | 17 januari 2017  | 2017            |
| 4           | 238   | The Price for the Past                | 24 januari 2017  | 2017            |
| 5           | 239   | The Tutor in the Tussle               | 31 januari 2017  | 2017            |
| 6           | 240   | The Flaw in the Saw                   | 7 februari 2017  | 2017            |
| 7           | 241   | The Scare in the Score                | 14 februari 2017 | 2017            |
| 8           | 242   | The Grief and the Girl                | 21 februari 2017 | 2017            |
| 9           | 243   | The Steal in the Wheels               | 7 maart 2017     | 2017            |
| 10          | 244   | The Radioactive Panthers in the Party | 14 maart 2017    | 2017            |
| 11          | 245   | The Day in the Life                   | 21 maart 2017    | 2017            |
| 12          | 246   | The End in the End                    | 28 maart 2017    | 2017            |